# Abinsk
Abinsk è una cittadina della Russia europea meridionale (kraj di Krasnodar), situata nella pianura ciscaucasica sul fiume Abin, affluente del Kuban', 75 km a sudovest di Krasnodar; è il capoluogo amministrativo del distretto omonimo.
Fondata nel 1834, divenne nel 1836 stanica cosacco con il nome di Abinskaja; lo status di insediamento di tipo urbano venne concesso nel 1962, mentre quello di città un anno dopo.
Al giorno d'oggi Abinsk è un centro prevalentemente industriale (comparto alimentare e dei materiali da costruzione); è inoltre il centro di una zona di estrazione di petrolio.

## Società

### Evoluzione demografica
Fonte/: mojgorod.ru
- 1959: 11.800
- 1967: 22.000
- 1979: 25.300
- 1989: 29.200
- 2002: 33.734
- 2007: 33.800